# Museu de Zorn
O Museu de Zorn – em sueco:  Zornmuseet - é um museu temático sobre o pintor sueco Anders Zorn, localizado na cidade sueca de Mora,  na província histórica da Dalecárlia.

Os edifícios foram desenhados pelos arquitetos Ragnar Östberg, Torbjörn Olsson e Gunnar Nordström.

O museu apresenta obras de Anders Zorn – pinturas, aguarelas, gravura águas-fortes e esculturas.

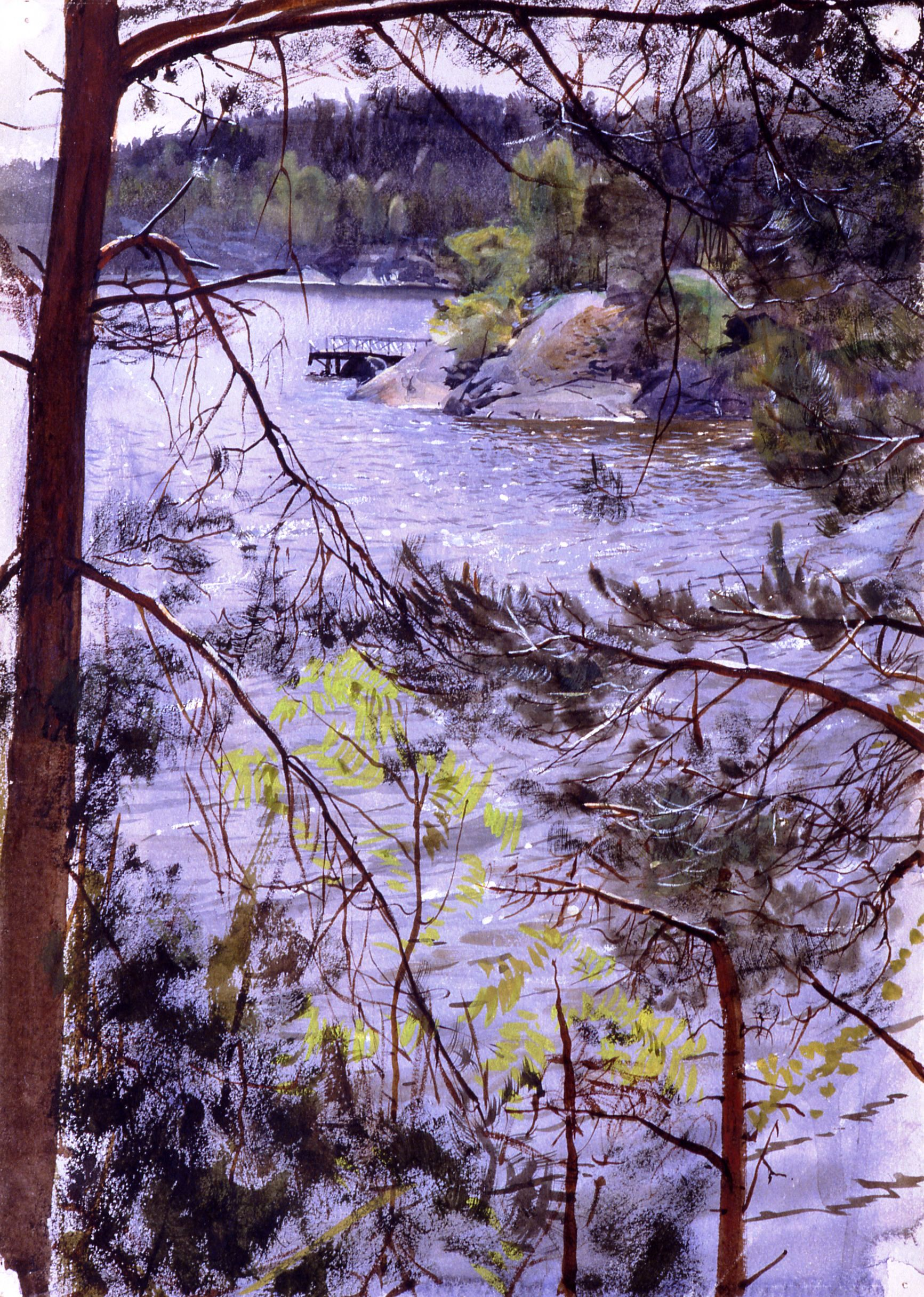
A enseada de Kyrkviken em Lidingö
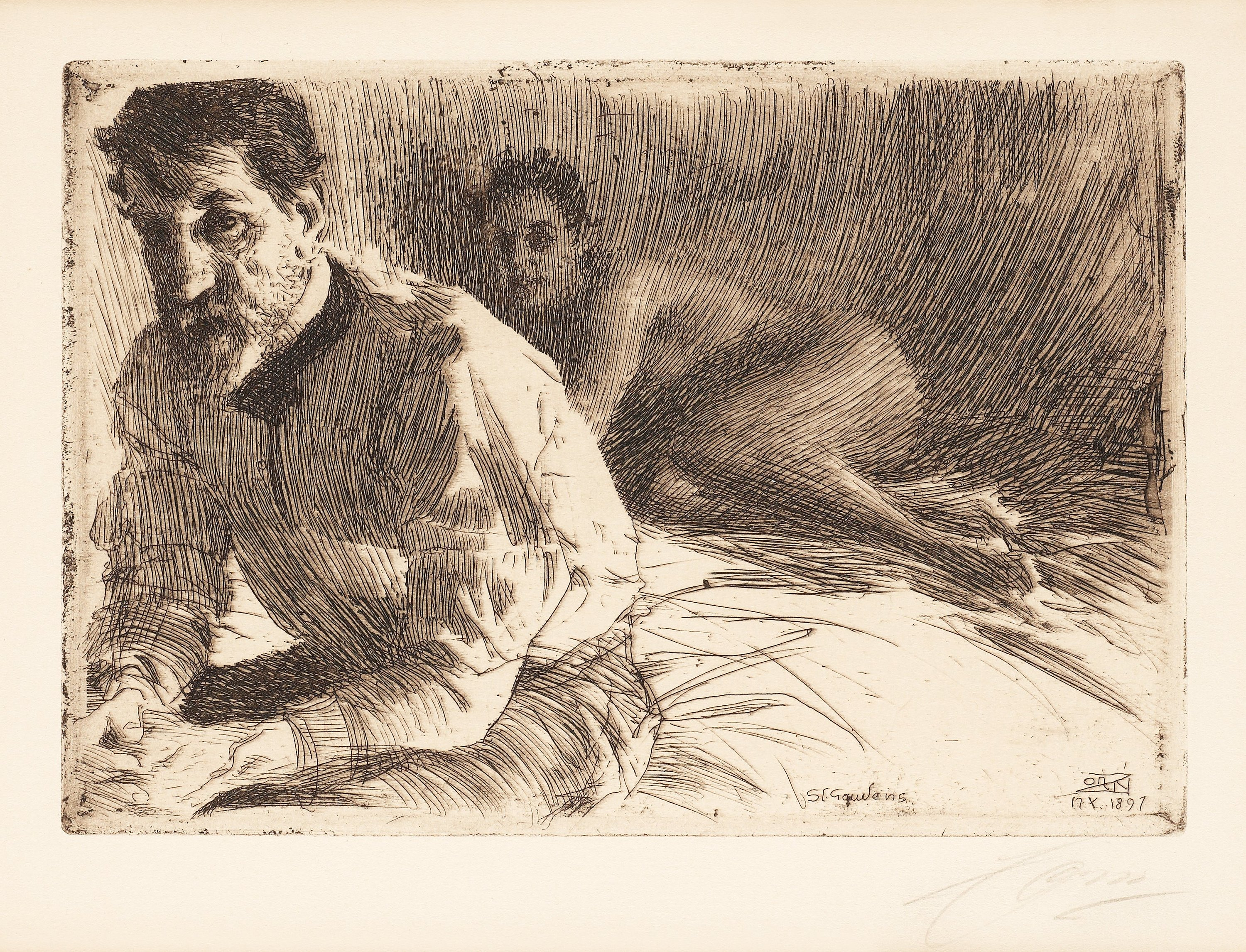
August Saint-Gaudens II